# 科拉姆·伊斯特伍德
科拉姆·伊斯特伍德（英語：Colum Eastwood；1983年4月30日—），是北愛爾蘭共和派政治家。
2005年獲選為出生地倫敦德里（德里）市議會議員，並於2010年6月起擔任該市市長，為期一年，是迄今上任時最年輕的市長。
2011年他參選北愛議會，並成為社民工黨當時最年輕的議員。2015年，他成功挑戰時任黨魁阿拉斯代爾·麥克唐納，並開始領導該黨，直至2024年辭職。
2019年5月，他參選歐洲議會議員但未果。半年後，他決定親身上陣參選英國下議院，為該黨奪回失去了兩年半，也是自己出身地和住所所屬的福伊爾選區。

## 谴责中国政府
2020年9月8日在工党希柏恩·麦克唐纳的协调下，与包括英国保守党外交事务委员会主席托马斯·图根达特、自由民主党领袖爱德·戴维，以及英国绿党、苏格兰民族党和威尔士党在内的130多名议员给中国驻英大使刘晓明写信，联名谴责中国政府针对新疆维吾尔穆斯林的行为。